# Essertenne
Essertenne település Franciaországban, Saône-et-Loire megyében. Lakosainak száma 482 fő (2022. január 1.). Essertenne Saint-Jean-de-Trézy, Le Breuil, Morey, Perreuil, Saint-Julien-sur-Dheune és Saint-Pierre-de-Varennes községekkel határos.

## Népesség
A település népességének változása:
| Lakosok száma | 452  | 468  | 485  | 475  | 475  | 472  | 475  | 479  | 482  |
|               | 2013 | 2015 | 2016 | 2017 | 2018 | 2019 | 2020 | 2021 | 2022 |